# Associazione Calcio Renate
A Associazione Calcio Renate, é um clube de futebol italiano com sede na cidade de Renate que dispulta a Lega Pro.